# Landkreis Riesa-Großenhain
Landkreis Riesa-Großenhain var en Landkreis i nordöstra Sachsen, Tyskland med Großenhain som huvudort från 1994 när den bildades genom en sammanslagning av Riesa och Großenhain fram till 2008 när den gick samman med Landkreis Meissen (1996–2008) i den nya Landkreis Meissen. Bilarna har RG på nummerskyltarna. Här bor ungefär 115 000 människor.

## Geografi

### Gränser
I norr gränsar Landkreis Riesa-Großenhain till Landkreis Elbe-Elster och Landkreis Oberspreewald-Lausitz (båda i Brandenburg), i öster Landkreis Kamenz, i söder Landkreis Meißen och i väster Landkreis Döbeln och Landkreis Torgau-Oschatz.

## Historia
Landkreis Riesa-Großenhain kom till 1994 genom sammanslagningen av Landkreis Riesa och Landkreis Großenhain.

## Administrativ uppdelning
Följande städer och Gemeinden ligger i Landkreis Riesa-Großenhain (invånarantal 2005 i parentes):

### Städer
- Gröditz (7.941)
- Großenhain (16.408)
- Riesa (36.758)
- Strehla (4.243)

### Gemeinden
- Ebersbach (4.985)
- Glaubitz (2.102)
- Hirschstein (2.448)
- Lampertswalde (2.026)
- Nauwalde (1.118)
- Nünchritz (6.682)
- Priestewitz (3.575)
- Röderaue (3.336)
- Schönfeld (2.051)
- Stauchitz (3.516)
- Tauscha (1.553)
- Thiendorf (2.280)
- Weißig a. Raschütz (977)
- Wildenhain (1.754)
- Wülknitz (1.852)
- Zabeltitz (2.962)
- Zeithain (6.633)